# Іст-Патчог (Нью-Йорк)
Іст-Патчог (англ. East Patchogue) — переписна місцевість (CDP) в США, в окрузі Саффолк штату Нью-Йорк. Населення — 21 580 осіб (2020).

## Географія
Іст-Патчог розташований за координатами 40°46′12″ пн. ш. 72°58′54″ зх. д. / 40.77000° пн. ш. 72.98167° зх. д. (40.770031, -72.981772).  За даними Бюро перепису населення США в 2010 році переписна місцевість мала площу 21,96 км², з яких 21,62 км² — суходіл та 0,34 км² — водойми.

## Демографія
Згідно з переписом 2010 року, у переписній місцевості мешкало 22 469 осіб у 8294 домогосподарствах у складі 5448 родин. Густота населення становила 1023 особи/км².  Було 8685 помешкань (396/км²).
Расовий склад населення:
| - 84,3 % — білих - 4,4 % — чорних або афроамериканців - 2,3 % — азіатів - 0,3 % — корінних американців - 6,0 % — осіб інших рас |

До двох чи більше рас належало 2,6 %. Частка іспаномовних становила 17,6 % від усіх жителів.
За віковим діапазоном населення розподілялося таким чином: 20,9 % — особи молодші 18 років, 63,6 % — особи у віці 18—64 років, 15,5 % — особи у віці 65 років та старші. Медіана віку мешканця становила 40,5 року. На 100 осіб жіночої статі у переписній місцевості припадало 95,3 чоловіків;  на 100 жінок у віці від 18 років та старших — 92,8 чоловіків також старших 18 років.
Середній дохід на одне домашнє господарство  становив 84 292 долари США (медіана — 68 366), а середній дохід на одну сім'ю — 102 730 доларів (медіана — 88 468). Медіана доходів становила 59 486 доларів для чоловіків та 45 661 долар для жінок. За межею бідності перебувало 9,8 % осіб, у тому числі 10,3 % дітей у віці до 18 років та 12,5 % осіб у віці 65 років та старших.
Цивільне працевлаштоване населення становило 10 432 особи. Основні галузі зайнятості: освіта, охорона здоров'я та соціальна допомога — 27,5 %, роздрібна торгівля — 10,5 %, науковці, спеціалісти, менеджери — 9,5 %, будівництво — 9,4 %.